# Rezolucja Rady Bezpieczeństwa ONZ nr 1690
Rezolucja Rady Bezpieczeństwa ONZ nr 1690 została uchwalona 20 czerwca 2006 podczas 5469. posiedzenia Rady.
Rezolucja przedłuża mandat Biuro ONZ w Timorze Wschodnim (UNOTIL) do 20 sierpnia 2006. Rada dziękuje także rządom Australii, Portugalii, Nowej Zelandii i Malezji za spełnienia prośby rządu Timoru Wschodniego i wysłanie do tego kraju swoich sił celem pomocy w przywróceniu i utrzymaniu tam bezpieczeństwa. Popiera również ideę postawienia na czele międzynarodowego śledztwa, o które poprosił rząd Timoru, Wysokiego Komisarza Narodów Zjednoczonych do spraw Praw Człowieka. 